# Хорхе Салинас
Хорхе Салинас Перес (на испански: Jorge Salinas Pérez) е мексикански актьор.

## Кариера
През 1985 г. получава първата си роля в игралния филм Viva El Chubasco. През 1990 г. завършва актьорско майсторство в Центъра за артистично образование към Телевиса. През 1991 г.участва в две теленовели, продуцирани от Карлос Сотомайор. Първата е Окови от огорчение, където си партнира с Даниела Кастро и Раул Араиса, а втората – Valeria y Maximiliano, с Летисия Калдерон и Хуан Ферара.
Първата си главна роля получава в теленовелата Три жени от 1999 г.

## Личен живот
Салинас има дъщеря, Габриела, от връзката си с Адриана Катаньо; близнаци, Сантяго и Хорхе Емилио, от бившата си съпруга Фатима Боджио; и дъщеря, Валентина, от актрисата Андреа Ноли.
На 15 октомври 2011 се жени за актрисата Елисабет Алварес, с която имат близнаци – Максима и Леон.

## Филмография

### Теленовели
- Прекъснати игри (2024 – 2025) – Дамян
- Ангелът на Аурора (2024) – Антонио Муриета
- Прости нашите грехове (2023) – Армандо Кирога
- Помощ! Влюбвам се (2021) – Висенте
- Подарен живот (2020) – Ернесто
- Малко твой (2019) – Антонио Солано Диас
- Страст и сила (2015 – 2016) – Артуро Монтенегро Ривас
- Моето сърце е твое (2014 – 2015) – Фернандо Ласкураин Борбоя
- Каква красива любов (2012 – 2013) – Сантос Мартинес де ла Гарса Тревиньо / Хорхе Алфредо Варгас
- Лишена от любов (2011 – 2012) – Рохелио Монтеро Баес
- Огън в кръвта (2008) – Оскар Роблес Рейес
- La fea más bella (2006 – 2007) – Роландо
- Девствената съпруга (2005) – Хосе Гуадалупе Крус
- Тъмна орис (2003 – 2004) – Игнасио Луго Наваро / Алкон Луна
- Пътища на любовта (2002 – 2003) – Габриел Кесада
- Осмели се да ме забравиш (2001) – Даниел Гонсалес
- Моята съдба си ти (2000) – Едуардо Риваденейра
- Коледна песен (1999) – Гост
- Три жени (1999 – 2000) – Себастиан Мендес
- Мария Исабел (1997 – 1998) – Рубен
- Mi querida Isabel (1996 – 1997) – Алехандро
- Canción de amor (1996) – Дамян
- Морелия (1995 – 1996) – Алберто Солорсано
- Dos mujeres, un camino (1993 – 1994) – Анхел
- Mágica juventud (1992 – 1993) – Ектор
- El abuelo y yo (1992) – Ернесто
- Валерия и Максимилиано (1991 – 1992) – Дамян Субервие
- Окови от огорчение (1991) – Роберто Ерера

### Програми
- Big Brother VIP (2004) – Гост
- Mujer, casos de la vida real (1996 – 1997)
- Los hermanos Torterolo (1980)

### Кино
- Labios rojos (2011) – Рикардо Кабайеро
- La otra familia (2011) – Жеан Паул Хуберт
- La hija del caníbal (2003)
- Amores perros (2000) – Луис
- Sexo, pudor y lágrimas (1999) – Мигел
- ¡Engañame! si quieres (1998) – Г-н Гомес
- Como cualquier noche (1992)
- Dando y dando (1990)
- Viva el chubasco (1985)

### Театър
- Aventurera (2003 – 2010)
- Perfume de gardenias (2010)
- Mi corazón es tuyo (2015)

## Награди и номинации
Награди TVyNovelas (Мексико)
| Година | Категория        | Теленовела         | Резултат  |
| ------ | ---------------- | ------------------ | --------- |
| 2016   | Най-добър актьор | Страст и сила      | Номиниран |
| 2015   | Най-добър актьор | Моето сърце е твое | Номиниран |
| 2012   | Най-добър актьор | Лишена от любов    | Печели    |
| 2009   | Най-добър актьор | Огън в кръвта      | Номиниран |
| 2004   | Най-добър актьор | Тъмна орис         | Номиниран |
| 2003   | Най-добър актьор | Пътища на любовта  | Номиниран |
| 2001   | Най-добър актьор | Моята съдба си ти  | Номиниран |

Награди Palmas de Oro 2004
| Категория        | Теленовела | Резултат |
| ---------------- | ---------- | -------- |
| Най-добър актьор | Тъмна орис | Печели   |

Награди People en Español
| Година | Категория                                         | Теленовела          | Резултат  |
| ------ | ------------------------------------------------- | ------------------- | --------- |
| 2014   | Най-добър актьор                                  | Моето сърце е твое  | Номиниран |
| 2014   | Най-добра екранна двойка (със Силвия Наваро)      | Моето сърце е твое  | Номиниран |
| 2013   | Най-добър актьор                                  | Каква красива любов | Номиниран |
| 2013   | Най-добра екранна двойка (с Дана Гарсия)          | Каква красива любов | Номиниран |
| 2012   | Най-добър актьор                                  | Лишена от любов     | Номиниран |
| 2012   | Най-добра екранна двойка (с Ана Бренда Контрерас) | Лишена от любов     | Печели    |